# Історія Швейцарії
Дата заснування Швейцарської Конфедерації — 1 серпня 1291 року, коли три лісові кантони — Урі, Швіц і Унтервальден, захищаючи незалежність від австрійських Габсбургів, уклали оборонний союз («вічний союз») у рамках «священної Римської імперії». Назва Швейцарії походить від назви одного з цих кантонів — Швіцу (нім. Schwyz).

## Давні часи
Знахідки археологів дають підстави стверджувати, що перші стоянки людини в печерах Сальова виникли близько 10 тисяч років тому. Збереглися зображення людини й тварин на скелях, кам'яні культові споруди, поховання. З часом люди почали селитися на берегах озер.
У 58 році до нашої ери неподалік Генави (Женеви) сталася битва між легіонами Цезаря і військом гельветів, племені кельтського походження, які прийшли в Альпи з середнього Рейну. Римляни перемогли, і невдовзі після цього підпорядкували собі всі землі гельветів — області, які приблизно збігаються з кордонами західної частини нинішньої Швейцарії (звідси друга назва Швейцарії — Гельвеція). Цезар заснував римські колонії — колонію Юлія Еквестріс з головним містом Новіодуном (сучасний Ньйон), Авентик (між Лозанною і Берном, сучасний Аванш), колонію Августа Раурика (поблизу сучасного Базеля).
У 15 році до нашої ери Рим підкорив також ретів. У наступні три століття римський вплив сприяв розвитку культури населення і його романізації.
У IV—V століттях нашої ери територію нинішньої Швейцарії захопили німецькі племена алеманнів і бургундів. З IV століття на територію сучасної Швейцарії проникає християнство. З середини V століття в столиці нинішнього кантону Граубюнден, місті Кур, знаходилася резиденція римського єпископа.

## Середньовіччя
Після перемоги Карла Великого над лангобардами (774 рік) Гельвеція увійшла до складу королівства франків і в VIII—IX століттях перебувала під владою Карла Великого і його наступників.
Подальша доля цих земель тісно пов'язана з історією Священної Римської імперії. Після розпаду імперії Каролінгів вони були захоплені швабськими герцогами в Х столітті, але ті не змогли утримати їх під своєю владою, і регіон розпався на окремі феодальні володіння. У ХІІ—ХІІІ століттях робилися спроби їх об'єднання під владою великих феодалів, таких, як Церінгени, фундатори Берну та Фрібуру, і Габсбурги. У 1264 році Габсбурги завоювали панівне становище у східній Швейцарії. На заході закріпилися графи Савойські.
Габсбурги відчули сильний опір, коли спробували об'єднати свої володіння, скасувавши привілеї деяких місцевих громад. У центрі цього опору опинилися селяни, які жили в гірських долинах Швіцу (звідси назва країни Швейцарія), Урі та Унтервальдену. Ці лісові кантони, розташовані біля стратегічно важливої дороги через перевал Санкт-Готард, дістали вигоди з боротьби між імператорами з династії Гогенштауфенів і папством. У 1231 році Урі, а в 1240 році — Швіц здобули права імперських територій Священної Римської імперії, позбувшись залежності від дрібних феодалів. Після смерті імператора Фрідріха II в 1250 році в імперії настав період занепаду, що ознаменувався громадянською війною під час Великого міжцарювання 1250—1273 років. Габсбурги, які не визнали прав Урі та Швіцу, спробували в 1245—1252 роках завоювати Швіц. На допомогу йому прийшли Урі та Унтервальден, які вступили в тимчасовий союз.

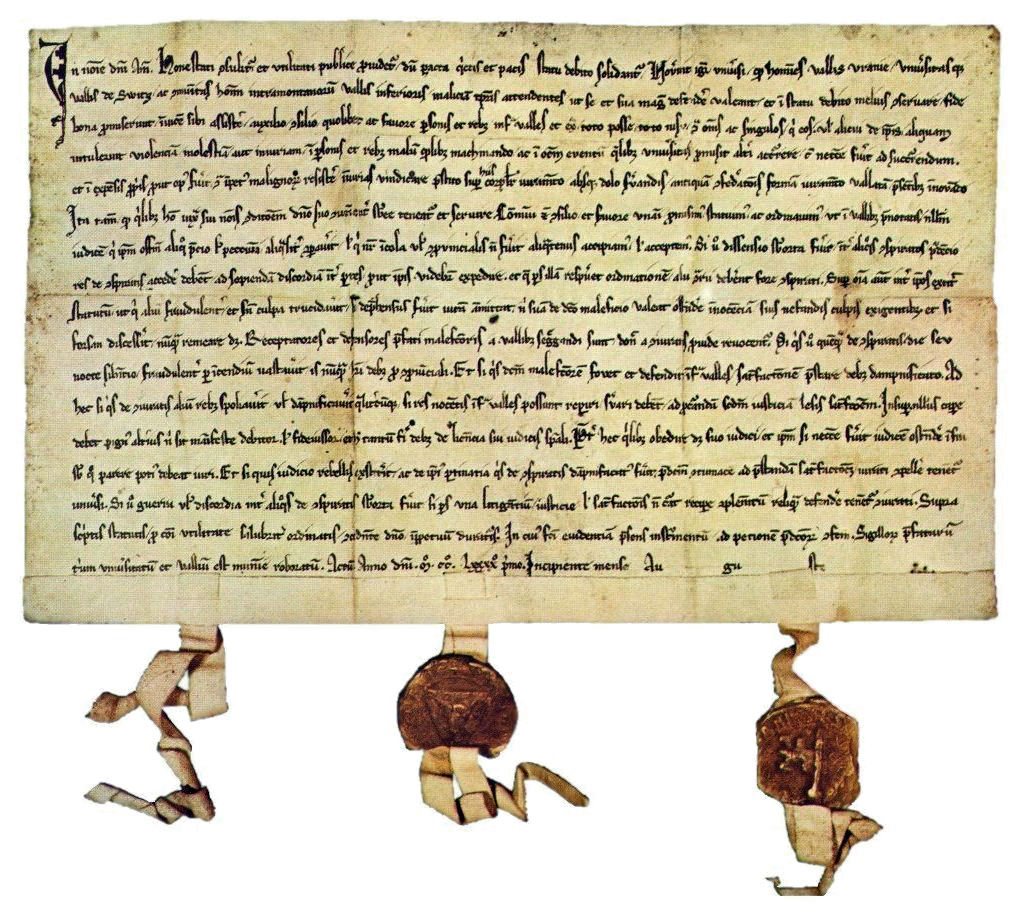
Федеративна хартія 1291 року (Bundesbrief)

У серпні 1291 року швейцарські громади уклали між собою постійний оборонний союз і підписали договір, відомий як федеративна хартія (нім. Bundesbrief), — перше документальне засвідчення співпраці між лісовими кантонами. З цього року починається офіційна історія швейцарської держави.

### Зміцнення і розширення конфедерації

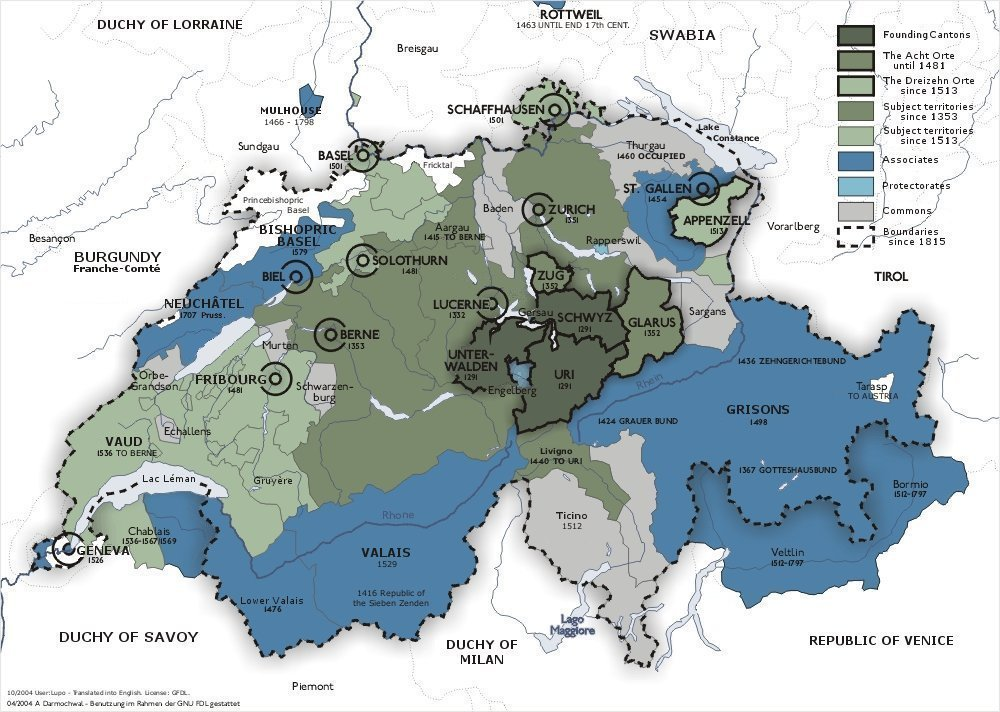
Швейцарська конфедерація від 1291 до XVI століття

Те, що конфедерація була сильною, засвідчив 1315 рік, коли горці лісових кантонів Урі, Швіц і Унтервальден зіткнулися з переважаючими військами Габсбургів та їхніх союзників. Вони перемогли у битві під Моргартеном, яка вважається однією з найважливіших в історії Швейцарії. Ця перемога спонукала інші громади приєднатися до конфедерації. У 1332—1353 роках міста Люцерн, Цюрих і Берн, сільські громади Гларус і Цуг уклали окремі угоди з трьома кантонами, що об'єдналися, утворивши низку конфедерацій. Хоча ці угоди не мали спільної основи, вони забезпечили найголовніше — незалежність кожного з учасників. Зазнавши поразки в битвах під Земпахом в 1386 році і під Нефельсом в 1388 році, Габсбурги змушені були, нарешті, визнати незалежність кантонів, які об'єдналися в конфедерацію.
На початку XV століття учасники конфедерації відчули себе достатньо сильними, щоб перейти у наступ. Під час численних воєн і кампаній проти австрійських Габсбургів і Священної Римської імперії, герцогів Савої, Бургундії, Мілану і французького короля Франциска I швейцарці здобули репутацію прекрасних воїнів. Їх боялися вороги і поважали союзники. У період «героїчного віку» швейцарської історії (1415—1513 роки) територія конфедерації розширилася за рахунок приєднання Ааргау, Тургау, а також земель на південь від Альп. Було створено 5 нових кантонів. У 1513—1798 роках Швейцарія стала конфедерацією 13 кантонів. Крім них, у конфедерацію входили землі, які вступили в союз з одним або кількома кантонами. Постійного центрального органу не було: періодично скликалися загальносоюзні сейми — тагзатцунги, де право голосу мали тільки повноправні кантони. Загальносоюзних адміністрації, армії і фінансів також не було, і таке становище зберігалося аж до Французької революції.

### Від Реформації до Французької революції

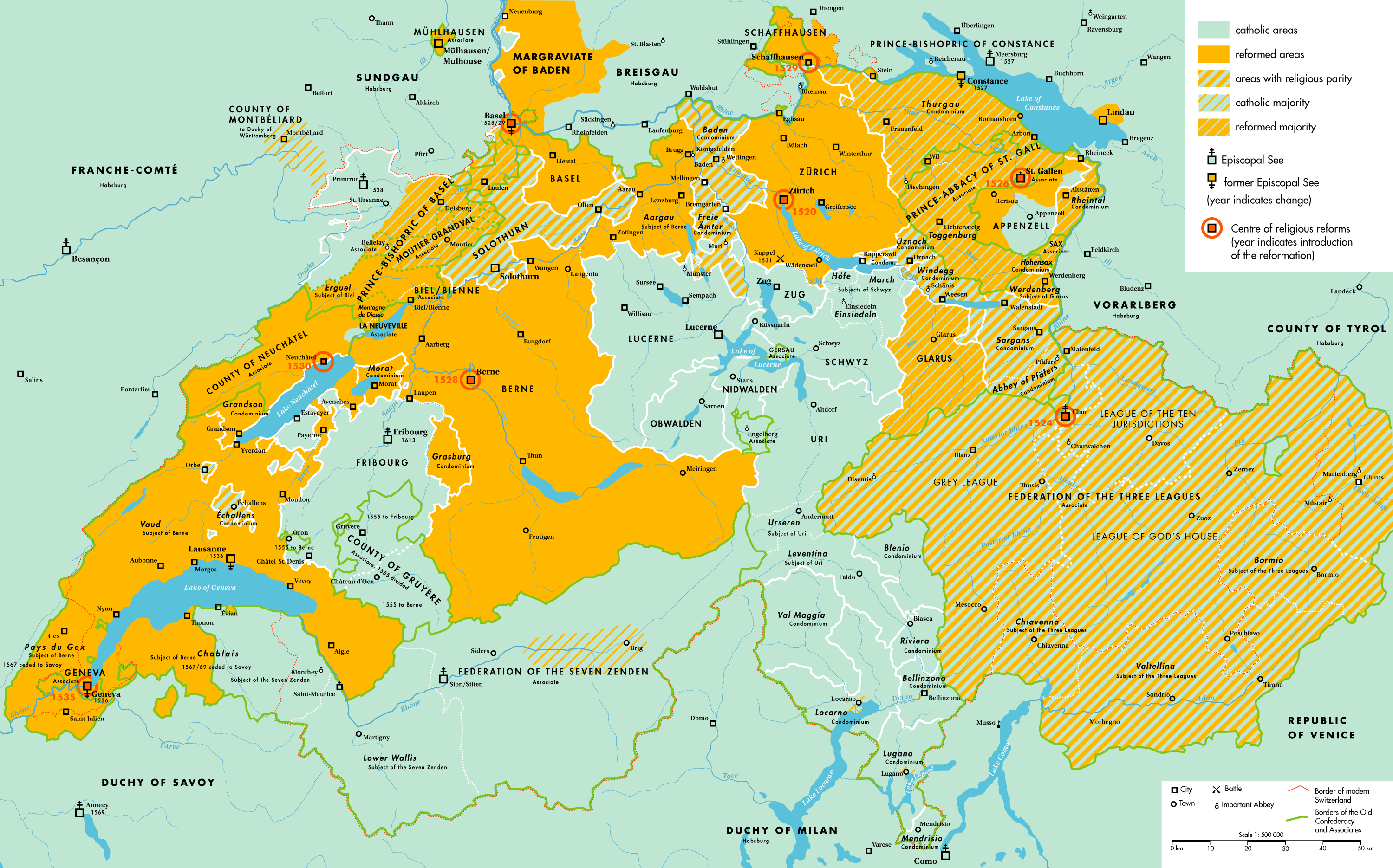
Релігія в 1536

Помітний слід у житті Швейцарської Конфедерації залишила епоха Реформації, в умовах якої проходило життя двох найвідоміших її лідерів: Ульріха Цвінглі (1484—1531 роки) й Жана Кальвіна (1509—1564 роки).

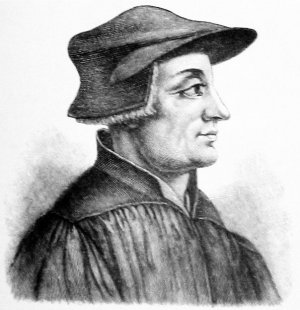
Ульріх (Хельдріг) Цвінглі

Ульріх Цвінглі, який здобув освіту у Берні, Відні й Базелі, друг відомого філософа Еразма Роттердамського, був каноніком у Цюриху. Він виступив проти догматів Католицької Церкви, розробивши систему релігійної реформи, а також реформи політичного устрою. Він відкидав всю церковну ієрархію, індульгенції, поклоніння священним зображенням і мощам святих, пости, чернецтво, безшлюбність духовенства. Цвінглі засуджував поширене у Швейцарії в той час найманство, був переконаним республіканцем. Такі погляди не могли не викликати гнів Ватикану. Цвінглі і його прибічникам довелося вести боротьбу з кантонами, які залишалися католицькими (Люцерн, Фрібур, Вале, Цуг, Швіц, Урі, Тічино та інші). Під час війни сам Цвінглі був убитий, але його послідовники домоглися для себе певних свобод. Після Цюриха цвінгліанство перемогло в Берні, Базелі, Шаффгаузені, Гларусі та Санкт-Галлені. Ці кантони об'єдналися в релігійно-політичний союз.

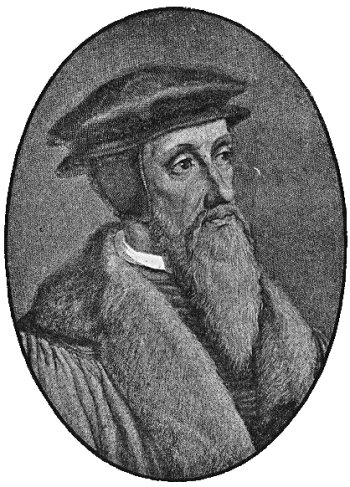
Жан Кальвін

Жан Кальвін жив у Женеві. Його вчення (кальвінізм) знайшло прибічників далеко за межами Швейцарії — у Франції, Шотландії, Голландії. Кальвін став одним з перших перекладачів Біблії на сучасну французьку мову.
Цвінгліанський напрямок протестантизму згодом об'єднався з напрямками Жана Кальвіна з Женеви у Швейцарську реформаторську церкву. Оскільки кантони центральної Швейцарії залишалися католицькими, розкол за релігійним принципом був неминучий. Після нетривалих релігійних сутичок встановилася зразкова рівновага між обома релігіями. У 1648 році незалежність Швейцарії від Священної Римської імперії була офіційно визнана Вестфальським мирним договором.

## Новий час

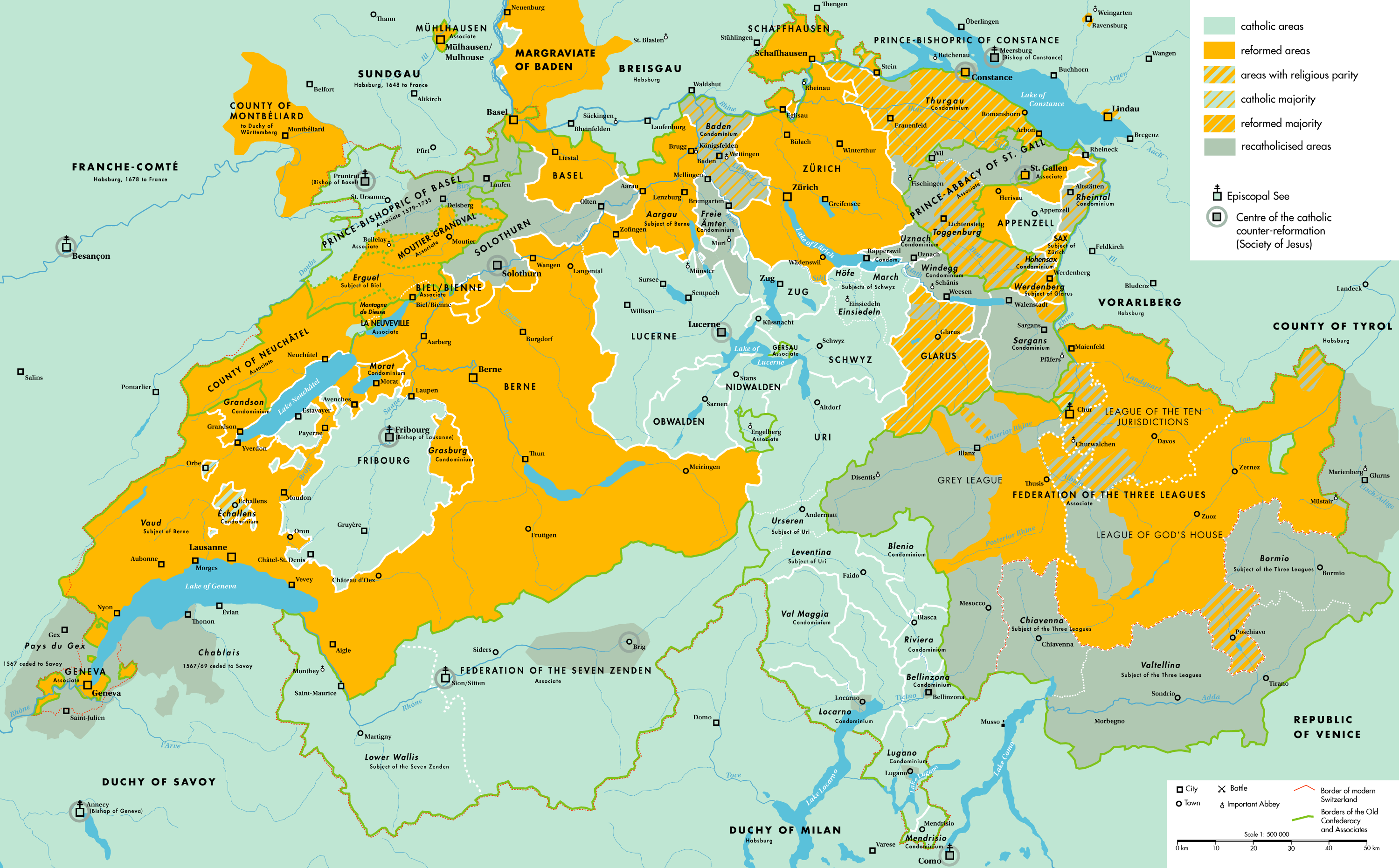
Релігія в 1700

Політичне життя Швейцарії у XVIII столітті було спокійним. В епоху Просвітництва прославилися бернський дослідник і поет Альбрехт фон Галлер (1708—1777 роки), історик Йоганн фон Мюллер, а також уродженець Женеви філософ Жан Жак Руссо й великий педагог та гуманіст з Цюриха Йоганн Генріх Песталоцці. У цей час до Швейцарії направився потік іноземних гостей, серед них — Вольтер, Гібона і Гете.

### Французька революція й відновлення Конфедерації

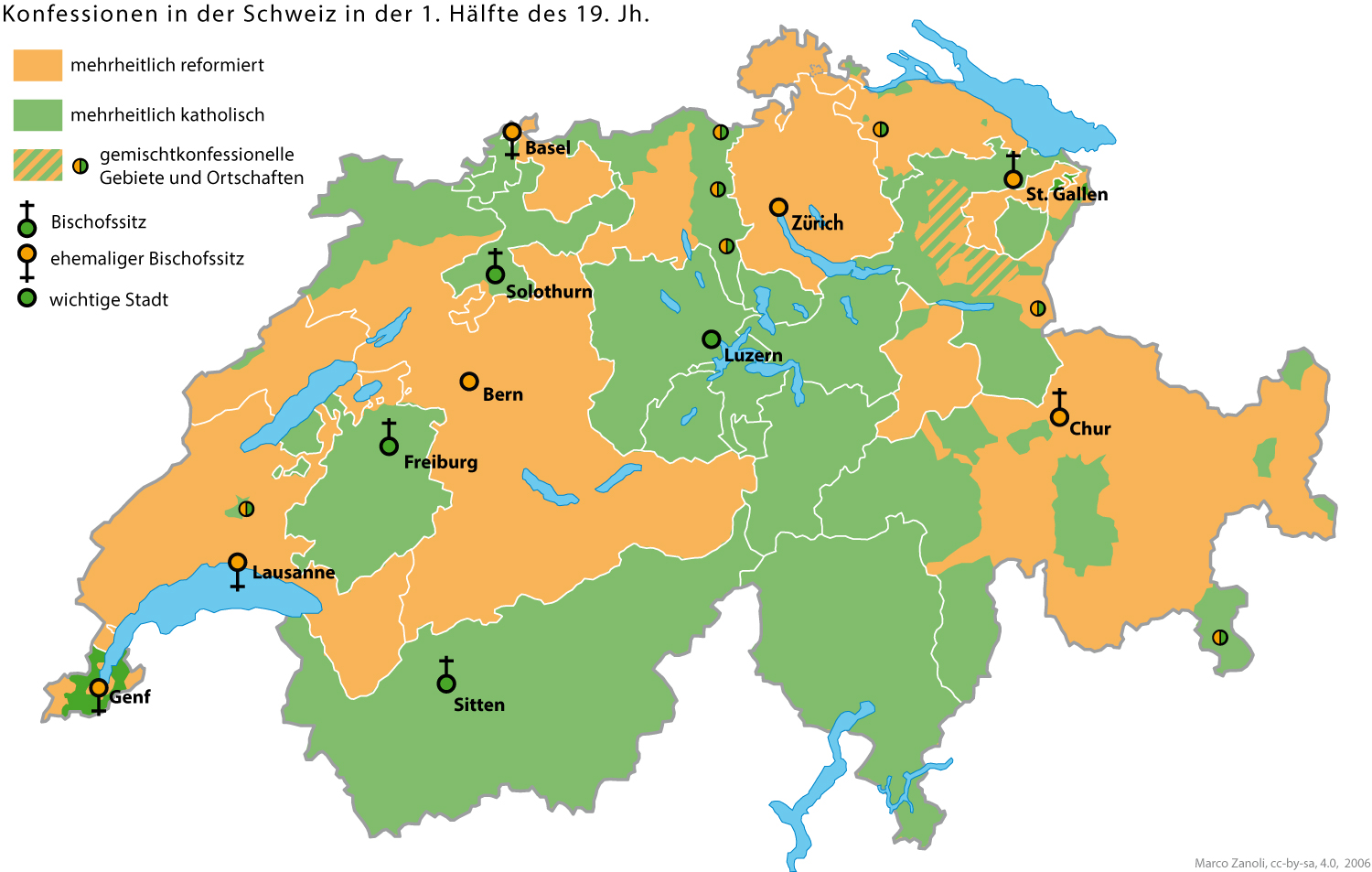
Релігія в Швейцарії на 1800 рік

Французька революція мала значний вплив на Швейцарію як у політичному, так і філософському відношенні. У 1798 році французькі війська вторглися в країну й окупували її. Французи надали завойованим кантонам конституцію, яка замінила федерацію на «єдину і неподільну Гельветійську республіку». Революційні ідеї демократії, цивільних свобод і централізованої влади уперше в історії Швейцарії привели до створення сильного централізованого управління. Конституція 1798 року, створена на основі конституції першої Французької республіки, надавала всім швейцарцям рівні права перед законом і кодекс цивільних свобод. Однак вона зазіхала на традиційний федералізм, і багато швейцарців не бажали її визнавати. Боротьба між федералістами, противниками нової системи, і централістами, які підтримували її, тимчасово вщухла, коли Наполеон Бонапарт у 1802 році подарував республіці конституцію, відому як Акт про медіацію. Вона відновила чимало колишніх привілеїв кантонів і розширила кількість кантонів з 13 до 19.
Після поразки Наполеона кантони відмежувалися від режиму, нав'язаного французами, і намагалися відродити колишню конфедерацію.
Після тривалих переговорів була розроблена Швейцарська союзна угода, підписана у вересні 1814 року. Вона проголошувала союз 22 суверенних кантонів, але не вказувала, що вони становлять одну державу. У декларації Віденського конгресу (березень 1815 року) і Паризькому мирному договорі (листопад 1815 року) великі держави визнавали вічний нейтралітет Швейцарії.

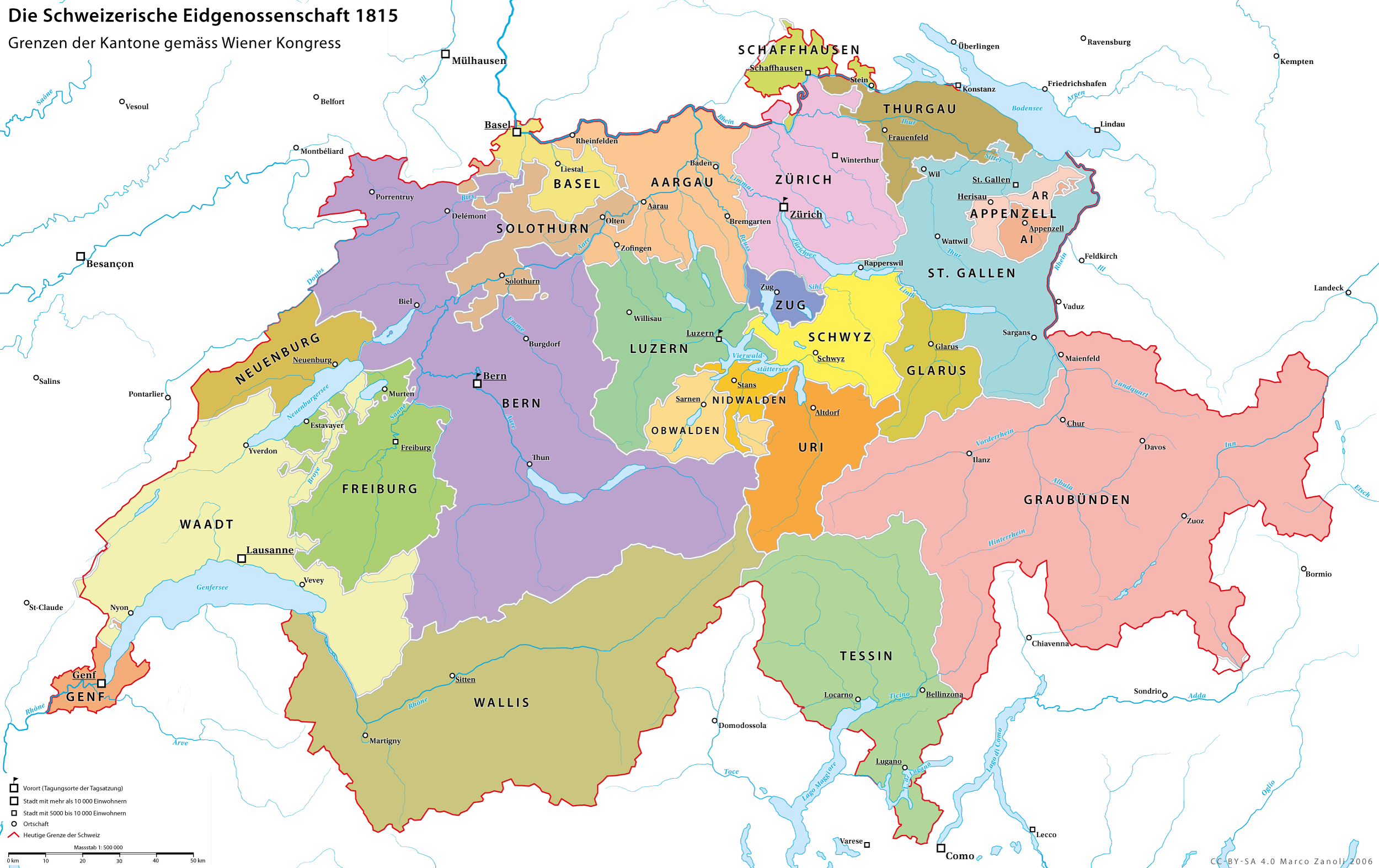
Конфедерація після Віденського конгресу

### Громадянська війна й нова Конституція

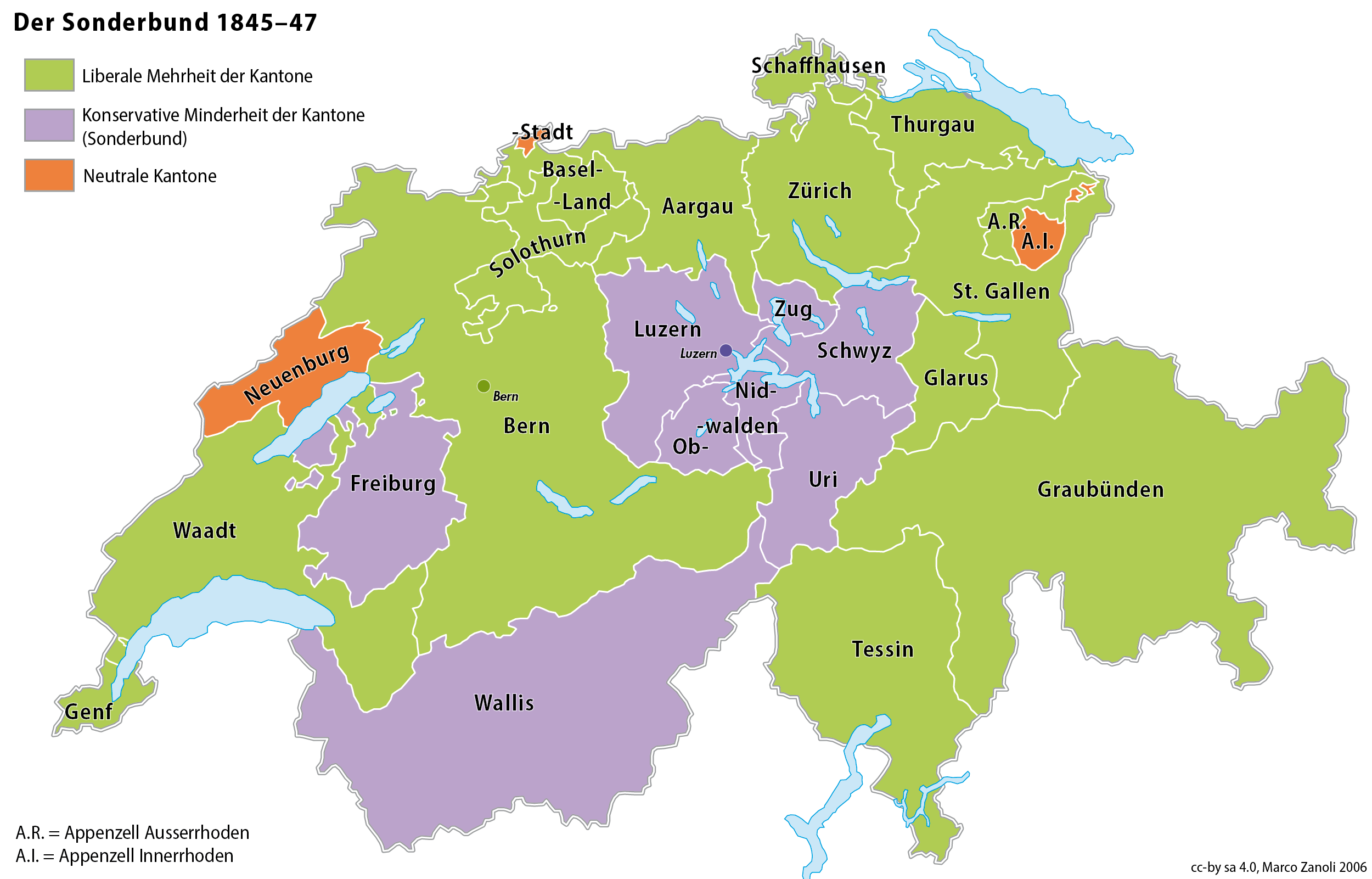
Громадянська війна

Протягом наступних трьох десятиріч у Швейцарії наростали ліберальні настрої. У відповідь на дії радикалів у союзному сеймі і в деяких кантонах (закриття монастирів в Ааргау, вигнання єзуїтів) сім консервативних католицьких кантонів сформували оборонний союз Зондербунд. У 1847 році сейм невеликою більшістю голосів оголосив про розпуск цього об'єднання. Федеральна армія під керівництвом генерала Гійома Дюфура перемогла в громадянській війні, перш ніж у конфлікт втрутилися європейські держави.
Унаслідок перемоги над Зондербундом ухвалено нову Федеральну конституцію (1848 рік), а також досягнуто рівноваги між прагненнями централістів-радикалів і федералістів-консерваторів. З неміцного союзу держав-кантонів Швейцарія перетворилася в єдину союзну державу. Був створений постійний орган виконавчої влади у вигляді федеральної ради із семи членів, які обираються законодавчим органом з двох палат — національної ради і ради кантонів. Федеральний уряд був наділений правом випускати гроші, регулювати митні правила і, найголовніше, визначати зовнішню політику. Федеральною столицею був вибраний Берн. У тому ж 1848 році затверджений національний прапор Швейцарії.
У 1874 р. Федеральну Конституцію оновлено. Змінена Конституція 1874 року з подальшими поправками ще більше посилила владу федерального уряду, не ставлячи під загрозу федеративну основу Швейцарської держави. Згідно з її положеннями, кожний з 26 кантонів зберігає свій власний прапор і герб.
В останні десятиріччя XIX століття розвивалася промисловість Швейцарії, розвинулося будівництво залізниць. Сировина, що імпортувалася, перероблялася у високоякісні продукти, які потім надходили на світовий ринок.

## XX століття

### Швейцарія у світових війнах
Після початку Першої світової війни виникла загроза національній єдності Швейцарії: франкомовні швейцарці в основному симпатизували Франції, а німецькомовні — Німеччині. Чотирирічна мобілізація лягла важким тягарем на економіку країни, відчувався дефіцит промислової сировини, зростало безробіття, не вистачало продовольства. Загальне невдоволення переросло у масові страйки в листопаді 1918 року.
У 1919 році Женева була вибрана як штаб-квартира Ліги Націй. Швейцарія стала членом цієї організації тільки після бурхливих внутрішніх дебатів та отримання гарантій дотримання її нейтралітету. 
Початок Другої світової війни застав населення країни згуртованішим: мало хто у Швейцарії вітав нацизм, проти якого була спрямована федеральна політика духовної національної оборони. Однак у стратегічному відношенні стан конфедерації був вразливішим, оскільки вона знаходилася в оточенні тоталітарних держав.

### Зовнішня політика
Після закінчення Другої світової війни Ліга націй припинила своє існування. Швейцарія ухвалила рішення не вступати до новоствореної Організації об'єднаних націй (ООН) й отримала статус спостерігача, що дозволило розмістити в Женеві європейську штаб-квартиру та кілька спеціалізованих організацій ООН, включаючи Міжнародну організацію праці та Всесвітню організацію охорони здоров'я. Швейцарія вважала, що відмова від вступу в ООН — найкращий спосіб зберегти своє незалежне становище нейтральної країни при постійно змінному співвідношенні сил на світовій арені. Таке рішення зміцнило позиції Швейцарії у міжнародній політиці. Ця країна є членом кількох організацій ООН: Міжнародного суду, Продовольчої та сільськогосподарської організації ООН (ФАО), Організації об'єднаних націй з питань освіти, науки і культури (ЮНЕСКО) та Управління верховного комісара ООН у справах біженців. Швейцарія надає значну допомогу країнам, що розвиваються.
Дотримуючись традиційної політики нейтралітету, Швейцарія в 1950-х і на початку 1960-х років зіткнулася з великими труднощами в питанні щодо участі в різних планах європейської інтеграції. У 1948 році вона вступила в Організацію Європейського економічного співробітництва, але утрималася від приєднання до Європейської економічної спільноти (згодом — Європейського союзу, ЄС). Очевидні політичні цілі цієї організації були неприйнятні для Швейцарії. Однак вона стала однією з країн-засновників Європейській асоціації вільної торгівлі в 1959 році, а в 1963 році увійшла до Ради Європи, знову продемонструвавши свою зацікавленість у європейській співпраці. У 1972 році національний референдум ратифікував угоду про вільну торгівлю з ЄС, згідно з яким до 1977 року було поступово скасоване мито на всі промислові вироби. У 1983 році Швейцарія стала повноправним членом Групи десяти, об'єднання найбільших вкладників Міжнародного валютного фонду (МВФ).

### Політичні і соціальні зміни 1960—1980
У 1960-х роках Швейцарія зіткнулася із складною внутрішньою проблемою. Декілька франкомовних кантонів, розташованих у горах Юра в окрузі Берн, зажадали утворення нового кантону. Це викликало опір з боку німецькомовного населення цього регіону. Для запобігання сутичкам туди були введені федеральні війська. На початку 1970-х років виборці кантону Берн схвалили проведення референдуму у франкомовних кантонах щодо питання про відділення. Внаслідок серії плебісцитів, що проводилися протягом ряду років, три з семи округів і декілька прикордонних громад проголосували за створення нового кантону. Цей новий кантон отримав назву Юра. Рішення було потім схвалене на загальнонаціональному референдумі в 1978 році, і новий кантон вступив у конфедерацію в 1979 році.
У 1960-х роках виникла помітна напруженість навколо питання про велику кількість робітників з країн Південної Європи, які приїхали у пошуках заробітку до Швейцарії. Незважаючи на традиційний інтернаціональний характер країни та необхідність участі іноземців в її економічному житті, багато швейцарців виявляли вороже ставлення до мігрантів з Південної Європи і вважали їх винними у внутрішніх проблемах країни, таких як нестача житла. У зв'язку з цим уряд ввів обмеження, що різко скоротило частку іноземців серед працюючих. Політичний рух, який вимагав подальшого зменшення кількості іноземних робітників, не отримав великої підтримки на виборах, але зміг організувати в 1970, 1974 і 1977 роках референдуми з конституційних поправок про обмеження частки іноземців у складі населення Швейцарії. Ці пропозиції не отримали схвалення, але спроби обмежити присутність іноземців у Швейцарії не припинялися і в 1980—1990-х роках. У 1982 році виборці відхилили пропозицію уряду про лібералізацію правил, що регулювали перебування іноземних робітників і їхніх сімей, а в 1987 році імміграція була ще більше обмежена. У 1994 році учасники референдуму схвалили посилення закону про перебування іноземців. Проте контингент іноземних робітників залишається великим — 25 % від загальної кількості зайнятих. У той же час кількість іноземних громадян, які проживають у Швейцарії, зросла приблизно до 1,4 млн. Багато з них — біженці з Боснії і Герцеговини та країн, що розвиваються.
В середині 1980-х років уряд Швейцарії зробив спроби покінчити з ізоляцією країни і укласти ряд двосторонніх і багатосторонніх угод з країнами ЄС. На референдумі 1986 року швейцарські виборці переважною більшістю відхилили пропозицію уряду про вступ в ООН, але через шість років проголосували за участь Швейцарії в МВФ і Світовому банку. У грудні 1992 року, через сім місяців після заяви уряду про намір Швейцарії вступити в ЄС, населення відкинуло пропозицію про приєднання до Європейського економічного простору, який з січня 1994 року включив країни Європейської асоціації вільної торгівлі з ЄС в єдину зону вільної торгівлі.
Відносини Швейцарії з ЄС, які поступово зміцнюються, залишалися каменем спотикання для зовнішньої політики країни наприкінці 1990-х років. На виборах 1995 року проявилася все більша поляризація думок виборців щодо цього питання. Найбільшого успіху на них домоглися, з одного боку, соціал-демократи, які активно підтримують інтеграцію, а з іншого — права Швейцарська народна партія, що виступає не тільки проти вступу до ЄС, але й проти участі в Європейському економічному просторі і співпраці Швейцарії з іншими торговими й політичними союзами. Прийняте в 1996 році рішення про участь швейцарських збройних сил у маневрах і технологічних програмах організації «Партнерство заради миру» викликало бурхливі протести в країні.

### Полеміка з приводу грошових внесків жертв нацистського геноциду
Наприкінці 1990-х років уряд Швейцарії був втягнутий у міжнародну суперечку про повернення приватними швейцарськими банками золота та іншого цінного майна, конфіскованого нацистською Німеччиною під час Другої світової війни у жертв геноциду. Предметом обговорення були також грошові внески і цінності, розміщені європейськими євреями у швейцарських банках до і під час війни з метою вберегти їх від захоплення нацистами.
Відразу ж після війни Швейцарія погодилася повернути викрадені внески потерпілим і їх спадкоємцям. Однак під час судових розглядів, що привернули велику увагу громадськості в середині 1990-х років, приватні позивачі і групи єврейських адвокатів наполягали на тому, що Швейцарія не виконала своїх зобов'язань, і звинуватили швейцарські банки в тому, що вони перешкоджають спадкоємцям у доступі до «заморожених» рахунків померлих вкладників.
З 1996 року американські місцеві і федеральні політичні діячі та організації розгорнули кампанію з повернення так званого нацистського золота, і багато муніципалітетів США, у тому числі міста Нью-Йорк, пригрозили застосувати економічні санкції проти швейцарських банків, якщо останні відмовляться надати допомогу позивачам. У серпні 1998 року банківська група «Швайцеріше кредитанштальт» і ШБФ погодилися виплатити 1,25 млрд доларів як компенсацію жертвам геноциду та їх спадкоємцям. Після цієї загрози застосування санкцій було припинене.
Полеміка завдала шкоди міжнародному престижу Швейцарії і викликала хвилю обурення в цій країні. Засоби масової інформації США і європейських держав часто представляли швейцарських банкірів і дипломатів як дуже несимпатичних людей, які виявили байдужість до позовів жертв геноциду. Увага громадськості зверталася також на допомогу, яка надходила до нацистської Німеччини із Швейцарії. Незважаючи на нейтралітет країни, швейцарські промисловці постачали до гітлерівської Німеччини сировину і промислові вироби. Чимало швейцарських політиків вважали, що офіційні кола США зображають їх як лиходіїв; швейцарці дотримувалися думки, що досягнута угода — капітуляція перед тиском ззовні, принизлива для нації в цілому.

### Боротьба за права жінок
Рух за надання виборчих прав жінкам, який вперше увінчався успіхом у франкомовних кантонах наприкінці 1950-х років, досягнув своєї головної мети тільки в 1971 році, коли жінки отримали право голосувати і бути обраними на федеральних виборах. Однак у низці кантонів жінкам ще тривалий час перешкоджали в реалізації їхніх виборчих прав на місцевих виборах. У 1991 році в німецькомовному напівкантоні Аппенцелль-Іннерроден, на останній території Швейцарії, що протидіяла емансипації жінок, вони здобули право брати участь у щорічних зборах виборців.
Наступним кроком було прийняття в 1981 році конституційної поправки, що гарантує рівні права жінок. У 1984 році Елізабет Копп стала першою жінкою, обраною до Федеральної ради. У 1985 році жінкам були надані рівні права в сім'ї (до цього чоловік вважався главою сім'ї, що дозволяло йому однобічно розпоряджатися сімейними фінансами і не дозволяти дружині працювати). У 1991 році рада міста Берн постановила, що в її складі не повинно бути понад 60 % представників однієї статі.

### Заходи з охорони навколишнього середовища
Транзитне положення Швейцарії в системі європейських перевезень, що здійснюються великовантажними автомобілями, ускладнило екологічну ситуацію на гірських шляхах країни. Крім того, вихлопні гази сприяли нищенню лісів, що захищають гірські села Швейцарії від лавин і селів. Для скорочення викидів вихлопних газів від автотранспорту швейцарський уряд у 1985 році ввів дорожнє мито, також було встановлено граничну вагу для автомобілів (28 т), обмежено рух у нічні години та у вихідні дні. На референдумі 1994 року виборці схвалили рішення про те, що до 2004 року іноземні комерційні вантажі мають перевозитися, через територію Швейцарії, тільки залізницею.

## XXI століття

### Підтримка України у 2022
Швейцарія приймала біженців з України з лютого 2022 року. Станом на 10 серпня 2022 року в країні зареєстровано 60000 біженців-українців зі статусом S. Попри це, Швейцарія відмовилася надавати Україні зброю, посилаючись на свій нейтральний статус. В той же час Швейцарія надавала гуманітарну допомогу — одяг, їжу, вікна (для заміни вибитих вікон) тощо.